# Contea di Jinxiang
La contea di Jinxiang (金乡县S, Jīnxiāng XiànP) è una contea della Cina, situata nella provincia dello Shandong e amministrata dalla prefettura di Jining.